# 1979 en musique
| \| • Retour à la chronologie générale de la musique populaire • \| |
| XXIe siècle • XXe siècle • XIXe siècle • XVIIIe siècle XVIIe siècle • XVIe siècle • XVe siècle • XIVe siècle XIIIe siècle • XIIe siècle • XIe siècle • Xe siècle IXe siècle • VIIIe siècle • Haut Moyen Âge • Rome • Grèce |
| • Retour à la chronologie générale de la musique populaire • |

| • Retour à la chronologie générale de la musique populaire • |

| Années de la musique populaire : 1976 - 1977 - 1978 - 1979 - 1980 - 1981 - 1982    |
| Décennies de la musique populaire : 1940 - 1950 - 1960 - 1970 - 1980 - 1990 - 2000 |

Cet article présente les faits marquants de l'année 1979 en musique.

## Faits marquants

### En France
- 55 millions de singles[1] et 83 millions d'albums[2] sont vendus en France en 1979.
- Premiers succès de Francis Cabrel (Je l'aime à mourir) et Julie Pietri (Magdalena).
- Première de la comédie musicale Starmania, de Michel Berger et Luc Plamondon, au Palais des Congrès.

### Dans le monde
- Premiers succès de The Police (Roxanne), Prince (I wanna be your lover), Madness (The prince) et The Pretenders (Stop your sobbing).
- 12 juillet : La Disco Demolition Night à Chicago manque de dégénérer en émeute.
- Rapper's Delight du groupe Sugarhill Gang est le premier tube rap.
- Décès de Charles Mingus.

## Disques sortis en 1979
- Albums sortis en 1979
- Singles sortis en 1979

## Succès de l'année en France (singles)

### Chansons classées Numéro 1
Cette liste présente, par ordre chronologique, tous les titres s'étant classés à la première place des ventes durant l'année 1979.
- Village People : Y.M.C.A.
- Patrick Hernandez : Born to Be Alive
- Amii Stewart : Knock on Wood
- Eruption : One Way Ticket
- Francis Cabrel : Je l'aime à mourir
- Anita Ward : Ring My Bell
- Christophe : Aline
- The Buggles : Video Killed the Radio Star

### Chansons francophones
Cette liste présente, par ordre alphabétique, tous les titres francophones s'étant classés parmi les 10 premières places des ventes hebdomadaires durant l'année 1979.
- Alain Chamfort : Manureva
- Carlos : Rosalie
- Chantal Goya : La poupée
- Chantal Goya : Mon ami le pélican
- Chantal Goya : Les malheurs de Sophie
- Christophe : Aline
- Dalida : Laissez-moi danser (Monday, Tuesday)
- Daniel Balavoine : Le chanteur
- Danyel Gérard : Marylou
- Demis Roussos : Loin des yeux, loin du cœur
- Eric Charden : L’été s’ra chaud
- Francis Cabrel : Je l'aime à mourir
- Hervé Vilard : Nous
- Hervé Vilard : Capri c'est fini
- Joe Dassin : Le dernier slow
- Johnny Hallyday : Le Bon Temps du rock and roll
- Johnny Hallyday : La fin du voyage
- Julie Pietri : Magdalena
- Julio Iglesias : Pauvres Diables
- Julio Iglesias : Où est passée ma bohème
- Laurent Voulzy : Le cœur grenadine
- Michel Sardou : Je vole
- Michel Sardou : Deborah
- Michel Sardou : Ils ont le pétrole… mais c’est tout
- Michèle Torr : Discomotion
- Noam : Goldorak
- Ottawan : D.I.S.C.O.
- Plastic Bertrand : Tout petit la planète
- Plastic Bertrand : Sentimentale-moi
- Sheila : Kennedy Airport
- Sim & Patrick Topaloff : Où est ma ch'mise grise ?

### Chansons non francophones
Cette liste présente, par ordre alphabétique, tous les titres non francophones s'étant classés parmi les 10 premières places des ventes hebdomadaires durant l'année 1979.
- ABBA : Gimme! Gimme! Gimme!
- Amii Stewart : Knock on Wood
- Anita Ward : Ring my bell
- Bee Gees : Too Much Heaven
- Bee Gees : Tragedy
- Billy Joel : Honesty
- Blondie : Heart of Glass
- Boney M : Hooray! Hooray! It’s a Holi-Holiday
- Boney M : Gotta Go Home
- Chic : Le Freak
- Elton John : Song for Guy
- Eruption : One way ticket
- Gloria Gaynor : I Will Survive
- John Travolta & Olivia Newton-John : You're the one that I want
- John Travolta & Olivia Newton-John : Summer Nights
- Karen Cheryl : Show me you’re man enough
- Kiss : I was made for lovin’ you
- Linda de Suza : Uma moça chorava
- M : Pop Muzik
- Milk & Honey : Hallelujah
- Patrick Hernandez : Born to Be Alive
- Patrick Hernandez & Hervé Tholance : Back to boogie
- Patrick Juvet : Lady night
- Rod Stewart : Da ya think I’m sexy ?
- Sheila & B. Devotion : Seven lonely days
- Sheila & B. Devotion : Spacer
- Supertramp : The Logical Song
- Supertramp : Goodbye Stranger
- The Buggles : Video Killed the Radio Star
- The Knack : My Sharona
- Umberto Tozzi : Gloria
- Village People : Y.M.C.A.
- Village People : In the Navy
- Wings : Goodnight Tonight

## Succès de l'année en France (albums)
Cette liste présente, par ordre alphabétique, les albums sortis en 1979 ayant obtenu une certification Platine ou Diamant en France.

### Disques de diamant (plus d'un million de ventes)
- Julio Iglesias : A vous les femmes
- Pink Floyd : The Wall

### Doubles disques de platine (plus de 600.000 ventes)
- Dire Straits : Communiqué
- Francis Cabrel : Les Chemins de traverse

### Disques de platine (plus de 300.000 ventes)
- AC/DC : Highway to Hell
- Bob Marley : Survival
- Chantal Goya : Bécassine
- Johnny Hallyday : Pavillon de Paris : Porte de Pantin
- Michael Jackson : Off the wall
- Renaud : Ma gonzesse
- Serge Gainsbourg : Aux armes et caetera
- Supertramp : Breakfast in America
- Téléphone : Crache ton venin
- The Police : Reggatta de Blanc
- Trust : Trust
- Yves Duteil : J’ai la guitare qui me démange

## Succès internationaux de l’année
Cette liste présente, par ordre alphabétique, les trente titres et albums ayant eu le plus de succès dans les charts internationaux en 1979,.

### Singles
- ABBA : Chiquitita
- Amii Stewart : Knock on Wood
- Anita Ward : Ring my bell
- Barbra Streisand & Donna Summer : No more tears (Enough is enough)
- Bee Gees : Tragedy
- Billy Joel : My Life
- Blondie : Heart of Glass
- Chic : Le Freak
- Chic : Good Times
- Chris Norman & Suzi Quatro : Stumblin' in
- Cliff Richard : We don't talk anymore
- Dire Straits : Sultans of Swing
- Donna Summer : Hot stuff
- Donna Summer : Bad girls
- Earth, Wind & Fire : Boogie Wonderland
- Gloria Gaynor : I Will Survive
- Kiss : I was made for lovin’ you
- M : Pop Muzik
- Michael Jackson : Don't stop 'til you get enough
- Patrick Hernandez : Born to Be Alive
- Peaches & Herb : Reunited
- Rod Stewart : Da ya think I’m sexy ?
- Sister Sledge : We are family
- Styx : Babe
- Supertramp : The Logical Song
- The Buggles : Video Killed the Radio Star
- The Doobie Brothers : What a fool believes
- The Knack : My Sharona
- The Village People : In the Navy
- The Boomtown Rats : I don't like mondays

### Albums
- ABBA : Voulez-Vous
- AC/DC : Highway to Hell
- Barbra Streisand : Greatest hits, volume II
- Bee Gees : Greatest
- Bee Gees : Spirits Having Flown
- Bob Dylan : Slow Train Coming
- Chic : C'est chic
- Dire Straits : Communiqué
- Donna Summer : Bad girls
- Donna Summer : On the radio, Greatest hits
- Eagles : The Long Run
- Earth, Wind & Fire : I am
- Electric Light Orchestra : Discovery
- Elvis Costello : Armed Forces
- Fleetwood Mac : Tusk
- Led Zeppelin : In through the out door
- Michael Jackson : Off the wall
- Neil Young : Rust Never Sleeps
- Pink Floyd : The Wall
- Rickie Lee Jones : Rickie Lee Jones
- Rod Stewart : Blondes have more fun
- Supertramp : Breakfast in America
- Talking Heads : Fear of Music
- The Clash : London Calling
- The Alan Parsons Project : Eve
- The Doobie Brothers : Minute by minute
- The Knack : Get the Knack
- The Police : Reggatta de Blanc
- The Village People : Go west
- Tom Petty & The Heartbreakers : Damn the Torpedoes

## Récompenses
- États-Unis : 22e cérémonie des Grammy Awards
- États-Unis : American Music Awards 1979 (en)
- Europe : Concours Eurovision de la chanson 1979
- Québec : 1er gala des prix Félix

## Formations de groupes
- Groupe de musique formé en 1979

## Naissances
- 14 janvier :  Soprano, rappeur français.
- 16 janvier :  Aaliyah Dana Haughton, chanteuse, danseuse et actrice américaine († 25 août 2001).
- 21 janvier :  Inul Daratista, chanteuse indonésienne de dangdut.
- 11 février :  Brandy Norwood, chanteuse américaine.
- 21 février :  Jennifer Love Hewitt, actrice et chanteuse américaine.
- 11 mars :  Joel et Benji Madden, respectivement chanteur et guitariste du groupe Good Charlotte.
- 12 mars :  Pete Doherty, auteur-compositeur-interprète de rock anglais et leader de The Libertines et des Babyshambles.
- 15 mars :  A'salfo, chanteur ivoirien.
- 18 mars :  Adam Levine, chanteur américain du groupe Maroon 5.
- 30 mars :  Norah Jones, chanteuse américaine.
- 3 avril :  Grégoire, chanteur français.
- 10 avril :  Sophie Ellis-Bextor, chanteuse britannique.
- 5 juin :  Pete Wentz, bassiste et leader du groupe Fall Out Boy.
- 12 juin :  Amandine Bourgeois, chanteuse française.
- 25 juin :  Aydilge Sarp, autrice-compositrice-interprète et écrivaine turque.
- 9 juillet :  Patrice, chanteur allemand.
- 8 septembre :  Pink, chanteuse américaine.
- 11 octobre :  Lætitia Larusso, chanteuse française.

## Décès
- 5 janvier :  Charles Mingus, contrebassiste, compositeur et pianiste de jazz américain (° 22 avril 1922).
- 13 janvier :  Donny Hathaway, chanteur soul américain (° 1er octobre 1945).
- 1er février :  Philippe Parès, compositeur français (° 3 mai 1901).
- 2 février :  Sid Vicious, bassiste britannique, membre du groupe punk Sex Pistols (° 10 mai 1957).
- 12 juillet :  Minnie Riperton, chanteuse soul américaine (° 8 novembre 1947).
- 25 août :  Stan Kenton, chef d'orchestre, compositeur et pianiste de jazz américain (° 12 décembre 1911).
- 15 octobre :  Gus Cannon, musicien de blues américain (° 12 septembre 1883).
- 11 novembre :  Dimitri Tiomkin, compositeur et producteur américain (° 10 mai 1894).
- 23 novembre :  Judee Sill, chanteuse de folk américaine (° 7 octobre 1944).
- 15 décembre :  Jackie Brenston, chanteur américain de rhythm and blues et rock 'n' roll (° 15 août 1930).
- 30 décembre :  Richard Rodgers, compositeur, scénariste et producteur américain (° 28 juin 1902).